# Chiesa dello Spirito Santo (Torralba)
La chiesa dello Spirito Santo è una chiesa campestre situata in territorio di Torralba, centro abitato della Sardegna nord-occidentale. Consacrata al culto cattolico, fa parte della parrocchia di San Pietro, arcidiocesi di Sassari.
La chiesa, realizzata nel XVII secolo, è ubicata nella valle dei Nuraghi a circa due chilometri dall'abitato.  La struttura, caratterizzata da ampi contrafforti, presenta una facciata in linee semplici, timpanata, con copertura a doppio spiovente e croce apicale. 

Nel piazzale antistante la chiesa è presente il basamento di un nuraghe.

## Bibliografia

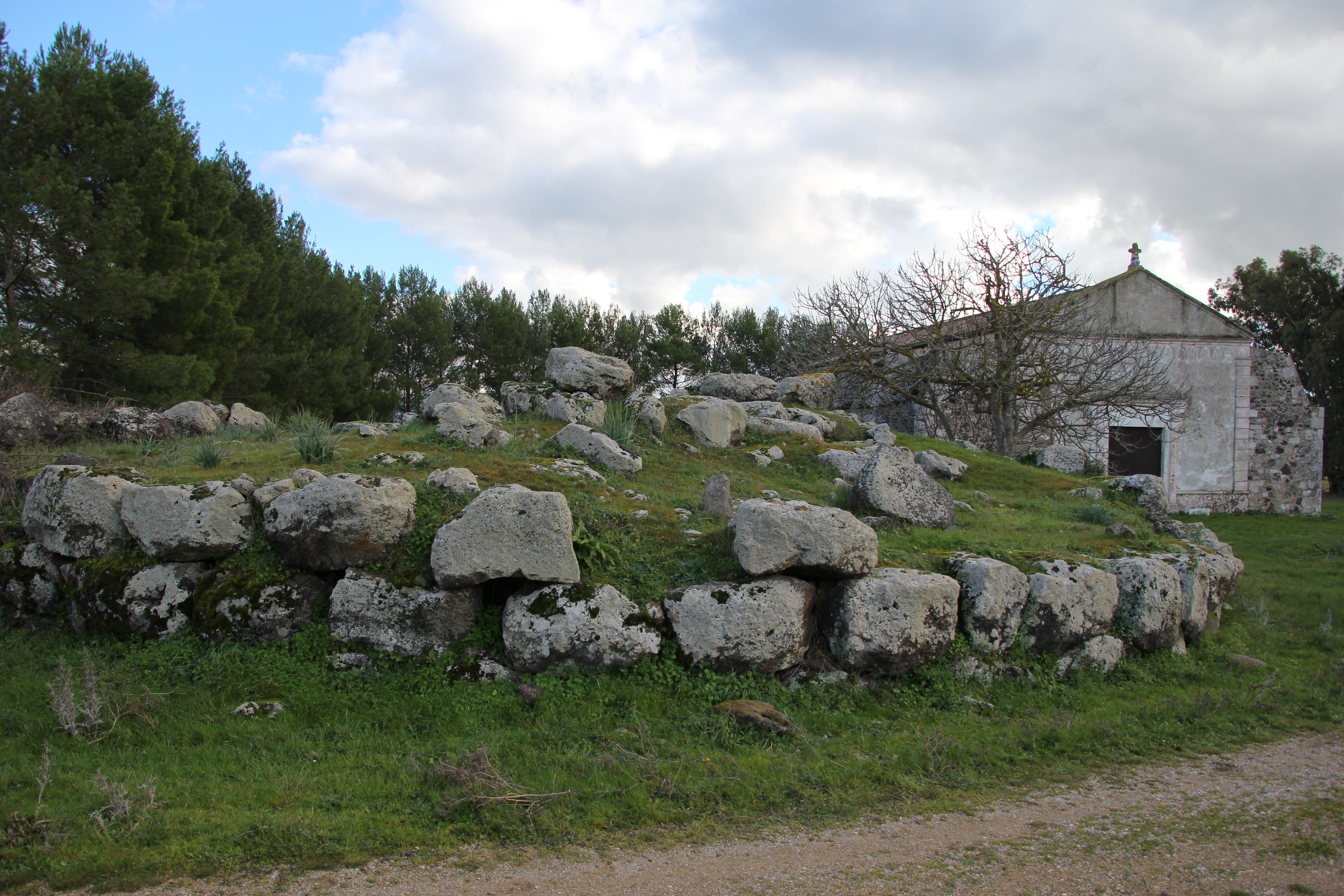
Il nuraghe